# Гари (Свердловская область)
Га́ри — посёлок городского типа в Свердловской области России, административный центр Гаринского района и Гаринского муниципального округа. Население — 1989 жителей (2021 г.).

## Географическое положение
Посёлок Гари расположен на северо-востоке Свердловской области, на правом берегу реки Сосьвы, в нижнем течении, и соединён автодорогой с посёлком Сосьва и городом Серовом. Расстояние до ближайшей железнодорожной станции Сосьва Новая — 55 километров. Ранее существовала разветвлённая сеть лесовозных узкоколейных железных дорог, которые на сегодня полностью разобраны. Сообщение по грунтовой автодороге круглогодичное, вне зависимости от разлива реки Сосьвы, благодаря построенному мосту на месте бывшей паромной переправы.
Река Сосьва в 12 километрах к северу от посёлка сливается с Лозьвой в единую реку Тавду (левый приток Тобола, бассейн Иртыша). У берегов Сосьвы расположено много стариц. На правом берегу Сосьвы у самого устья расположено Чановское болото, в центре которого находится Зимнее озеро, а рядом с ним — Малое Зимнее озеро.
Посёлок Гари протянулся по берегу Сосьвы на 5 километров. Множество малых деревень примыкают к посёлку: Рычкова, Албычева, Лебедева, Поспелкова, Рагозина, Стенин Кедр, Моисеева, Лобанова.

## История
По указу пелымского воеводы Петра Никитина от 15 сентября 1622 года подьячий Путила Степанов отправился вверх по Тавде в урочище Гари с целью осмотреть и переписать пашенные земли (местного хлеба из-за сурового климата и болотистых мест вокруг Пелыма не хватало). В 1623 году в Гаринскую слободу было поселено 10 крестьян. Слобода расположилась на правом берегу реки Сосьвы, где простиралась обширная возвышенность, которая была признана годной под пашню. К концу XVIII века, после подавления крестьянского восстания под предводительством Емельяна Пугачёва, началось интенсивное заселение Гаринской слободы. Позднее на месте Гаринской слободы возникло с. Гаринское.
Статус рабочего посёлка — с 1968 года. Основными занятиями жителей в то время являлись заготовка и переработка древесины, рыбный промысел. В поселке действовали рыбо-, хлебо- и молокозаводы, а также аэропорт местной авиации. В рамках областной целевой программы шло строительство 700-метровой взлетно-посадочной полосы. Пристань на реке Сосьве. Учреждение ИК-8 ГУФСИН России по Свердловской области.
С 1 октября 2017 года согласно областному закону N 35-ОЗ статус изменён с рабочего посёлка на посёлок городского типа.

## Население
| 1959  | 1970  | 1979  | 1989  | 2002  | 2009  | 2010  |
| ----- | ----- | ----- | ----- | ----- | ----- | ----- |
| 3028  | ↗4624 | ↘3033 | ↗3398 | ↘3186 | ↘2881 | ↘2472 |
| 2012  | 2013  | 2014  | 2015  | 2016  | 2017  | 2018  |
| ↘2418 | ↘2371 | ↘2298 | ↘2237 | ↘2172 | ↘2148 | ↘2117 |
| 2019  | 2020  | 2021  | 2023  |       |       |       |
| ↘2083 | ↘2064 | ↘1989 | ↘1951 |       |       |       |

## Достопримечательности
Живописная река Сосьва (бассейн Оби) видна с высокого Белого Яра, где археологи нашли множество останков мамонтов. К верхнему палеолиту относится Гаринская стоянка на правом берегу Сосьвы.
При въезде в посёлок Гари со стороны Серова находится действующий ИТЛ сталинских времён. В центре посёлка расположился парк «Победы», где можно посмотреть военную технику времён Великой Отечественной войны.
Стадион — ядро праздничных мероприятий, на котором каждое первое воскресенье июля гаринцы празднуют день посёлка, а зимой — проводы зимы. На улице Рассохина находится резной дом. На Комсомольской улице находится церковь. Действует краеведческий музей.

## Религия
С середины XVIII века в слободе Гаринской действовала Пророко-Илиинская церковь. В 1840 году было построено новое здание церкви (деревянная, двухпрестольная). Закрыта в 1930-е годы, снесена в 1980-е годы. 
В 1995 году во имя святого Николая, архиепископа Мирликийского открыт Николаевский молитвенный дом. В июле 2005 года во имя Святителя Иоасафа Белгородского заложена деревянная церковь. По данным на 2014 год возведение здания церкви завершилось.